# Barcones
Barcones – gmina w Hiszpanii, w prowincji Soria, w Kastylii i León, o powierzchni 55,42 km². W 2011 roku gmina liczyła 31 mieszkańców.